# Ugo Rondinone
Ugo Rondinone, né le 30 novembre 1964  à Brunnen, est un artiste contemporain suisse, largement reconnu pour sa maîtrise de plusieurs médias différents, principalement la sculpture, le dessin et la peinture, mais aussi la photographie, l'architecture, la vidéo et l'art sonore, dans des œuvres largement figuratives qu'il a réalisé pour des expositions dans des galeries, des musées et des espaces publics extérieurs à travers le monde. Il ne s'est jamais limité à une matière particulière, pas plus qu'à une seule discipline. Le plomb, le bois, la cire, le bronze, le vitrail, l'encre, la peinture, la terre et la pierre sont autant d'outils qu'il a utilisé dans un arsenal créatif pour prolonger la tradition romantique dans des œuvres aussi sensibles au passage du temps qu'aux nuances du langage corporel et de la parole.
Ugo Rondinone est largement connu pour sa sculpture de Land art temporaire à grande échelle, Seven Magic Mountains (2016-2021), avec ses sept totems peints de manière fluorescente de grosses pierres de la taille empilées hauts de 9,8 m.
Ses installations, qui comprennent souvent une performance de l'artiste et gardent une trace vidéo, mettent en scène un personnage central, alter-ego de l'artiste, un clown, figure de la tristesse et de la déception.

## Biographie

### Jeunesse et formation

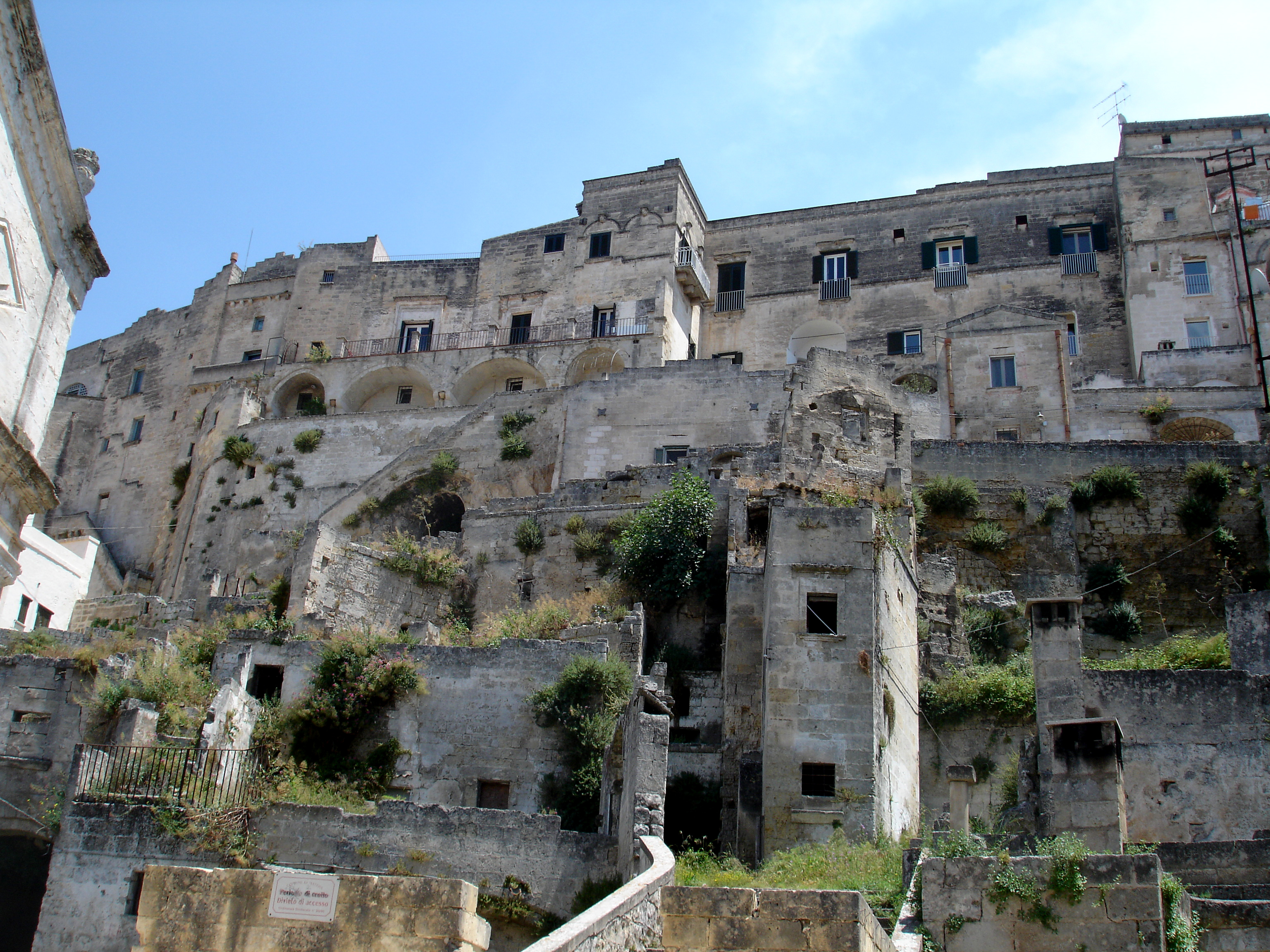
Sassi di Matera.

Ugo Rondinone est né en 1964 de parents italiens, Benito et Eufemia Rondinone, dans la ville de Brunnen, en Suisse. Son père est né à Matera, en Italie, une ancienne ville construite dans des falaises calcaires, site de La Passion du Christ de Mel Gibson et de L'Évangile selon saint Matthieu de Pier Paolo Pasolini, qui assoient son statut de site religieux. Benito Rondinone est un maçon qui construit des murs en pierre à la main. Benito grandit dans les Sassi di Matera, des habitations troglodytes de l'ère paléolithique, qui ont été déclarées en 1993 site du patrimoine mondial de l'Unesco mais qui constituaient encore une communauté pendant la jeunesse de Benito ; les conditions y étaient insalubres et dangereuses. Le scandale qui a suivi le récit de Carlo Levi en 1945 sur son séjour là-bas, Le Christ s'est arrêté à Eboli, a conduit le gouvernement à relocaliser les habitants de Sassi di Matera, dont la famille de Benito Rondinone, à proximité dans un logement à faible revenu. La jeunesse de son père a grandement participé au travail de Rondinone, influençant son vaste travail sur la pierre ainsi que son intérêt pour les oliviers du Mezzogiorno. Dans un article de 2013 pour The New York Times, David Colman écrit à propos du morceau de calcaire que Rondinone porte autour du cou sur un collier en cuir, qui se transmet dans sa famille depuis de nombreuses années : « Une pierre, un sasso, forée avec un trou, il était porté autour du cou comme une sorte de proto-ID. Différentes pierres étaient portées, 24 heures sur 24, 7 jours sur 7, par différents travailleurs des Sassi, selon le propriétaire auquel ils étaient liés. Benito ne l'avait jamais porté, ayant quitté la région alors qu'il était encore jeune, mais son père, Frederico, l'avait porté et l'avait donné à son fils, tout comme le père de Frederico l'avait porté et le lui avait donné, et son père avant lui. » Le frère de Rondinone, Luca, de sept ans son cadet, vit à Brunnen où Rondinone a grandi trilingue, parlant français, italien et allemand.
Ugo Rondinone s'installe à Zurich en 1983 pour devenir l'assistant d'Hermann Nitsch et étudie à la Université des arts appliqués de Vienne de 1986 à 1990, où il étudie avec l'artiste Bruno Gironcoli. Rondinone fréquente également l'Académie des arts appliqués de Vienne, étudiant sous la direction d'Ernst Caramelle. En 1985, alors qu'il est à l'école, Rondinone rencontre sa camarade Eva Presenhuber, qui allait devenir sa marchande d'art à Zurich et sa femme.
En 1997, Rondinone est accepté dans le programme de studio international  du MoMA PS1 ; il déménage à New York, où il continue à vivre et à travailler. À New York, il commence une relation avec l'artiste, écrivain et poète John Giorno, après que les deux se soient rencontrés lors d'une lecture de poésie à Saint Mark's Church à laquelle Giorno participait. Rondinone et Giorno collaborent à une exposition en 1999, qui s'est transformée en une relation amoureuse qui durera jusqu'à la mort de Giorno en 2019.

### Carrière
Ugo Rondinone émerge en tant qu'artiste dans les années 1990. Ses peintures sont connues pour leurs anneaux concentriques aux couleurs vives en formes de cibles et ses paysages strictement en noir et blanc d'arbres noueux.
Depuis 1997, Rondinone inclut la pratique de la fabrication de signes dans son œuvre variée ; il prend des phrases de chansons pop et d'exclamations quotidiennes et les transforme en sculptures aux couleurs de l'arc-en-ciel éclairées au néon, dont Hell, Yes (2001),. Une autre série d'installations, Clockwork for Oracles (2008-2010), se compose d'œuvres en miroir qui sont accrochées à la manière d'un salon sur un mur de pages du journal local au moment de l'installation.
Il crée ensuite  une série comprenant des oiseaux en bronze (Primitive, 2011), des chevaux (Primal, 2013) et des poissons (Primordial, 2018).
Les figures totémiques de Rondinone sont installées dans le monde entier, du jardin des Tuileries à Paris (2009) à la Triennale de Yokohama (2011). En 2013, il expose une installation intitulée Human Nature au Rockefeller Center, un groupe de neuf figures monumentales faites de dalles de pierre bleue grossièrement taillées provenant d'une carrière du nord de la Pennsylvanie, ressemblant à des totems rocheux rudimentaires,. De même, Soul (2013) est un groupe de 37 personnages de pierre bleue trouvée dans le nord de l'État de New York, allant d'un peu moins de 3 pieds à près de 7 pieds de haut. Une autre installation sculpturale, Vocabulary of Solitude (2016), comprend 45 sculptures de clowns nommés d'après et positionnés en train d'accomplir des tâches quotidiennes telles que « se réveiller, s'asseoir, marcher et se doucher ».

#### Premières œuvres
Si l'on se réfère au catalogue officiel des œuvres d'Ugo Rondinone, son corpus trouve son origine dans une série de sculptures de fleurs en plâtre et vaseline datée de 1988. Cependant, l'artiste commence sa carrière souvent par des paysages dessinés à l'encre de Chine, dans un style rappelant à la fois l'art hollandais du XVIIIe siècle et le romantisme allemand. Basés sur des dessins préparatoires qu'il réalise lors de promenades dans la campagne à l'extérieur de Vienne, ces paysages nostalgiques introduisent un certain nombre d'éléments que l'on retrouve également dans ses œuvres ultérieures : un protocole l'amène à créer des œuvres d'art basées sur des « études » faites à la main qui, via plusieurs « transports » » ou des transferts incorporant potentiellement des étapes déléguées à des entrepreneurs indépendants, entraînent une autre image ; une attirance pour les variations sur un même thème ; l'usage de « cycles » et de « systèmes », notamment ceux véhiculés par la nomenclature dans les titres qu'il attribue à ses œuvres ; et enfin, la création d'une œuvre relative à son autobiographie. Ces premiers paysages sont réalisés en réponse à la perte de son partenaire, Manfred Kirchner, décédé du sida en 1988. « Au milieu de la crise du sida », se souvient Rondinone, « je me suis détourné de mon chagrin et j'ai trouvé un garde-fou spirituel dans la nature, un lieu de réconfort, de régénération et d'inspiration. Dans la nature, on entre dans un espace où le sacré et le profane, le mystique et le profane vibrent l'un contre l'autre. » Il peint le premier paysage le 23 février 1989 ; il en exposera trois autres, réalisés respectivement en mars, juin et octobre, dans une exposition au Kunstmuseum Luzern en Suisse la même année, dans laquelle son approche de la présentation pourrait être considérée comme la matrice de ses expositions à venir.

#### Un art de l'exposition

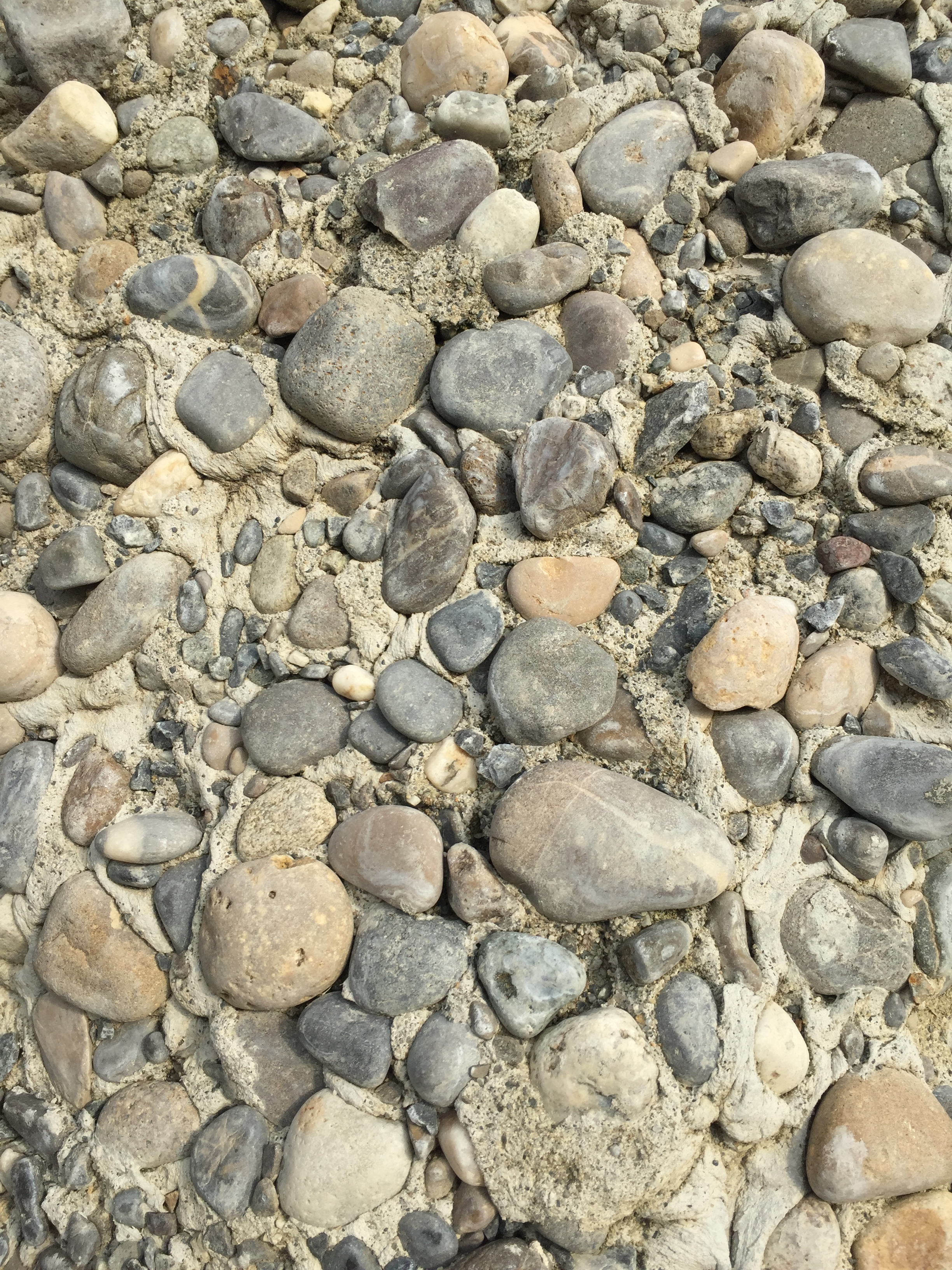
Ici.

On ne peut dissocier les expositions de Rondinone de ses œuvres qui, de ce fait, évoluent dans des formes de présentation sans cesse réinventées par l'artiste. Tout comme la façon dont ses œuvres sont sujettes à variations, il modifie la manière dont leur « contenu » et leur « contenant » sont montrés d'une exposition à l'autre. Ces modifications peuvent être infimes ou au contraire entraîner des changements profonds. Elles peuvent ouvrir de nouvelles perspectives ou les déplacer ; elles peuvent impliquer l'élaboration d'un « scénario » afin que pour chaque présentation, l'œuvre ou les œuvres soient vues comme jamais montrées auparavant. Les expositions sont aussi un moyen pour l'artiste de jouer sur des vecteurs complémentaires, sinon contradictoires ; une œuvre montrée par Rondinone dans un contexte particulier est souvent juxtaposée à des propositions « opposées ». Cela se voit avec ses paysages. Dans l'exposition de 1989, ses dessins à l'encre de Chine sont disposés de manière « homogène », tandis qu'une seconde exposition, tenue au même endroit un an plus tard et consacrée à ses paysages de 1990, les présente à côté d'un mur temporaire en lattes de bois peintes en blanc. En prolongement de l'entrée de la galerie, ce mur isolait le dispositif d'exposition de la façade de l'espace et le dissociait de son « quotidien », créant une sorte de couloir dont le caractère confiné, propice à la contemplation spirituelle et introspective, offrait un contraste puissant avec l'ouverture au monde et à la nature suggérés par les paysages. Premier « mur » imaginé par Rondinone, il lui permettait d'inviter un nouveau « protagoniste » ou « personnage » dans une œuvre dont l'espace d'exposition serait le théâtre et le décor privilégiés.
Après sa première exposition à la Galerie Walcheturm de Zurich en 1991, dans laquelle il perpétue le « récit » du Kunstmuseum Luzern et met l'accent sur la « dualité » formée par des paysages ouverts sur le monde et un espace coupé de celui-ci, en 1992, Rondinone dévoile une famille d'œuvres résolument autre, ses peintures de soleil. Liées à leur manière au retrait spirituel et à « l'activité irréfléchie », ces peintures sont considérées par l'artiste comme une continuation des paysages, sauf, bien sûr, qu'elles remplacent les dessins « figuratifs » en noir et blanc par un spectre chromatique aussi irisé et hypnotique qu'« abstrait ». Lointain . Une sorte de pendant diurne aux scènes nocturnes, reflétant une fois de plus la loi des contrastes si présente dans l'œuvre de Rondinone.

#### Les années 1990
Les années 1990 sont marquées par une prolifération vertigineuse d'œuvres, « l'effet domino » mis en place par l'artiste et alimenté par « l'exposition-comme-forme » qui donne à son art une perspective rhizomique. Il suffit de regarder les différents couples qui s'articulent autour des peintures solaires pour apprécier le large éventail des possibles. D'autres « figures » indépendantes de ces peintures émergent également . C'est notamment le cas de Heyday, qui semble quasiment identique à l'exposition Cry me a river, organisée à nouveau à la galerie Walcheturm de Zurich en 1995. Autoportrait sculptural de l'artiste placé dans un environnement stérile - mais contrairement aux précédentes présentations en galerie, un espace qui n'est plus fermé au paysage urbain qui l'entoure -, l'œuvre, inspirée du personnage de fiction Jean Des Esseintes dans le roman À rebours de Joris-Karl Huysmans de 1884, propose une autre variation sur les idées de repli sur soi et de retrait spirituel.

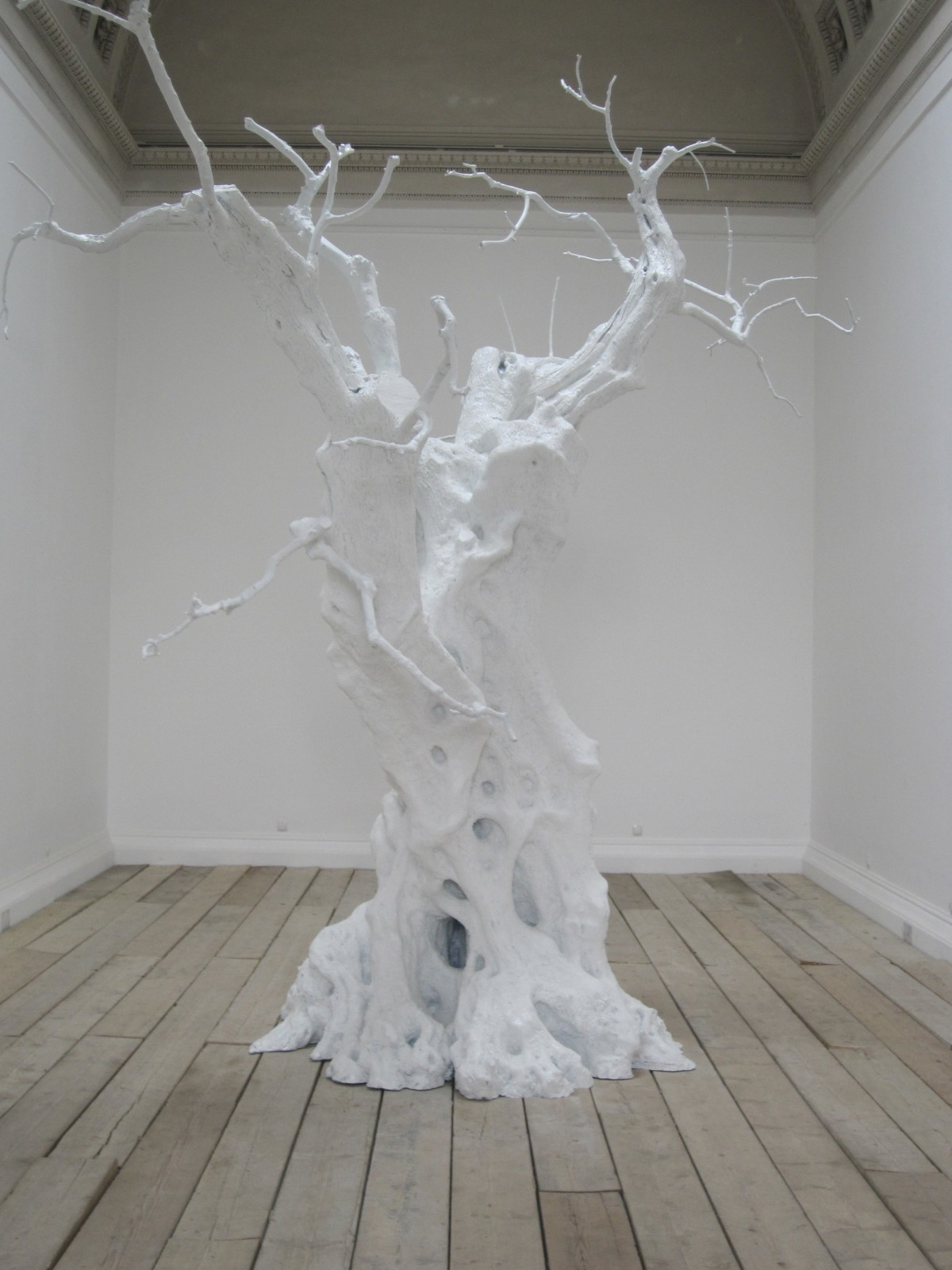
1010 Volksgarten.

Une autre « figure » entre dans le corpus de Rondinone dans les années 1990 : le clown. Les clowns apparaissent dans son travail au début de la décennie et sont ensuite représentés sous plusieurs médiums et modes de présentation différents : en dessins ou en murale, dans des photographies, des vidéos ou des spectacles, et dans des installations ou des sculptures, démontrant une fois de plus l'impressionnante latitude de l'artiste. Par exemple, deux groupes de sculptures hyperréalistes sont conçues entre 2000 et 2002 (If there were anywhere but desert, S'il n'y avait que désert) et entre 2014 et 2016 (Vocabulary of solitude, vocabulaire de la solitude), ce dernier étant une œuvre spectaculaire composée de quarante-cinq clowns « passifs » disséminés dans l'espace d'exposition. « En tant que groupe, » explique Rondinone, « les quarante-cinq clowns représentent une seule personne, divisant sa journée de vingt-quatre heures en quarante-cinq activités à domicile (...) créant un cycle d'une boucle de vingt-quatre heures . »
Le temps est un thème récurrent chez l'artiste et, comme le montre le Vocabulaire de la solitude, il peut prendre une allure aussi surprenante qu'inattendue. Selon Ludovico Pratesi, Rondinone « situe son art hors du temps réel, le projetant dans une dimension atemporelle où chaque spectateur peut créer son temps et son espace au sein d'une œuvre expérientielle, un Gesamtkunstwerk à travers lequel chacun peut réfléchir sur la vie et le condition de l'être humain, ou, comme le suggère l'artiste, comme une fuite du monde extérieur vers le monde intérieur ». À partir de là, on retrouve à travers le thème de la temporalité, omniprésent dans son travail, une autre itération de l'idée de retrait ou de retrait, et de l'idée de cycle.
Dans les années 1990, Rondinone consolide également son exploration de deux motifs déjà présents ou précédemment abordés dans son œuvre : l'arbre et la fenêtre, réunis dans une exposition en 1997 à la Galleria Bonomo de Rome. Revenir sur certains motifs, déplacer leurs perspectives et les ouvrir à de nouvelles élaborations font partie du mode opératoire de l'artiste, une façon pour lui de signifier qu'une famille d'œuvres n'est jamais statique, qu'elle peut donner lieu à des survivances ou à des mutations, à des transfigurations et des métamorphoses, à de nouveaux dialogues qui n'ont pas encore été imaginés. Les arbres de 1997 sont « protégés » par du ruban adhésif, « protection » et « isolement » étant également des procédés qui font l'objet d'adaptations récurrentes et très diversifiées dans l'œuvre de Rondinone, comme les différentes couches de peinture appliquées sur des « objets » ou des « environnements » imaginés par l'artiste, ainsi qu'aux thèmes du déguisement ou du travestissement et des masques qui informent fréquemment son travail.

#### Les années 2000

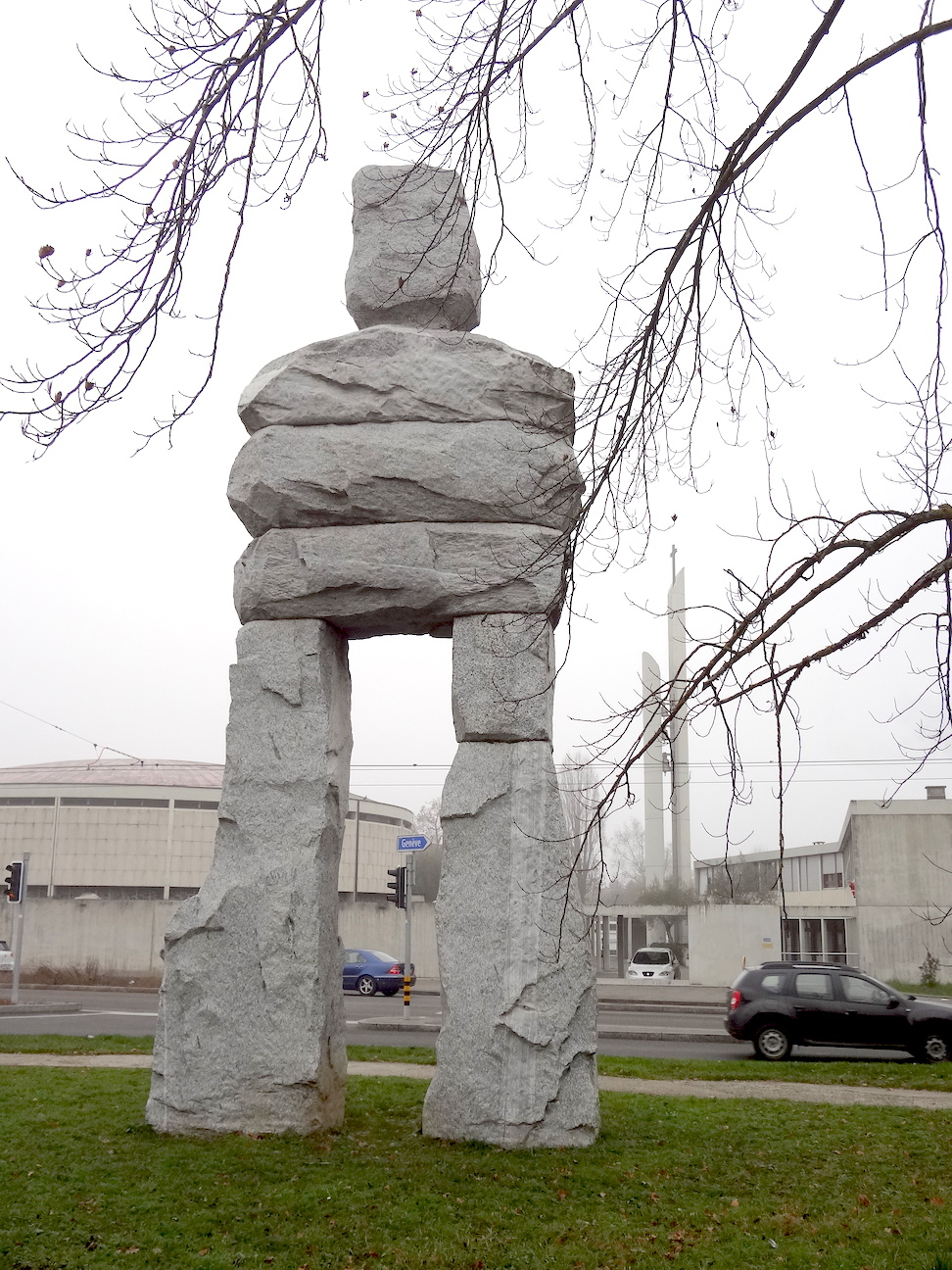
The Wise (2014), 10 m de haut, 84 tonnes.

La multiplication (des familles) d'œuvres se poursuit au XXIe siècle dans un nombre croissant d'expositions ou d'installations, permettant à l'artiste de nourrir une narration de plus en plus diversifiée. Que ce soit dans des galeries ou des institutions d'art, dans des espaces urbains ou des milieux naturels, ces présentations ne cessent d'amplifier « l'effet domino » instauré au début de sa carrière. En parallèle de son art, Rondinone ajoute une énième réalisation à son palmarès en officiant en tant que commissaire, dans des expositions où il va également promouvoir une vision inspirée par le thème de l'antagonisme. En accord avec le développement antérieur de ses idées, l'artiste développe également durant cette période certains « thèmes » ou « motifs », les soumettant à des variations et des transformations, des déplacements et des phénomènes de survie, tout en en inventant de nouveaux, toujours dans le souci de faire dialoguer des familles d'œuvres. Beaucoup d'entre elles sont affiliées à une esthétique postminimaliste et s'articulent en sculptures, parfois associées à un travail sur le son et le langage, et renégocient des formes géométriques qui peuvent être fermées ou ouvertes selon le contexte.
Certaines formes ou sujets de cette période, comme le mur, la fenêtre ou la porte, sont solidement placés dans le contexte de ses œuvres antérieures ; d'autres tracent une voie entièrement nouvelle. Murs, fenêtres et portes sont des motifs qui pour Rondinone peuvent aussi représenter un seuil, un passage, une frontière, une limite qui permet de passer d'un lieu ou d'une ambiance à un autre. Ils peuvent être des « isolateurs », parfois couper le spectateur du monde extérieur, d'autres y rendent perméables, voire dans certains cas interconnecter ces « contraires ». Autre récurrence, certaines familles d'œuvres sont liées à des œuvres d'art historiques, comme ses fenêtres métalliques (les premières créées entre 2015 et 2018), qui font référence à l'œuvre de Caspar David Friedrich.

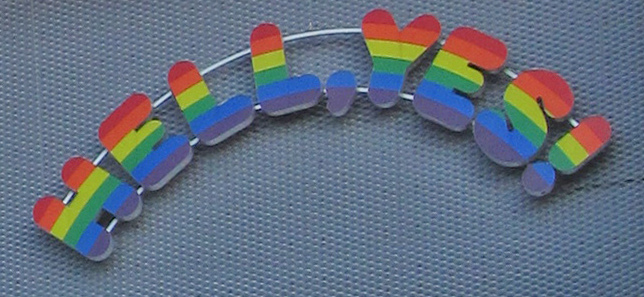
Hell, Yes!, New Museum of Contemporary Art, New York City.

Pour citer Bob Nickas, la production de Rondinone est « un champ élargi avec de nombreux centres ». Ces dernières années, l'artiste ne cesse d'affirmer la loi des contrastes et des contraires, avec la contraposition d'œuvres en noir et blanc, d'autres dans des tons gris, « terreux » ou minéraux, et des œuvres multicolores. La première catégorie comprend des arbres blancs créés entre 2003 et 2011, l'installation Thank you silence de 2005, le groupe de sculptures intitulé Poème (2006-2007), des peintures de ciels étoilés réalisées entre 2008 et 2012, la famille de masques Moonrise (2003- 2005) ou l'installation « spectrale » Thanx 4 nothing de 2015. Les nuages de 2008 et leur agenda, les nus de 2010-2011, les oiseaux de 2011, les chevaux de 2013-2014, le poisson de 2016, et une grande famille de sculptures « archaïques » et « intemporelles » en pierre bleue créées à partir de 2013, sont dans les tons plus grisâtres, terreux et minéraux. La couleur ne cesse d'imprégner les œuvres de l'artiste et les présentations d'expositions, soumettant régulièrement des familles d'œuvres initialement réalisées dans des tons « neutres » à un spectre chromatique plus large, comme la sculpture en cire moulée d'une femme nue présentée en 2021 à la galerie Kamel Mennour à Paris, où le caractère polychrome du nu trouve écho dans l'espace où il est présenté, irradiant à la fois l'œuvre et son décor. Les familles des montagnes (2015-2018) et Nuns + monks (2020) se situent dans le cadre de la trajectoire de Rondinone en général et dans ses œuvres polychromes en particulier. Les montagnes constituent des alternatives colorées et abstraites aux sculptures figuratives en pierre bleue, tandis que Nuns + monks (2020), qui résument les questions spirituelles soulevées par Rondinone dans son travail, combinent parfaitement bon nombre des vecteurs « contradictoires » qui le caractérisent. Réalisées en bronze peint, ces sculptures ont d'abord été conçues sous forme de modèles en pierre calcaire, permettant à l'artiste de combiner dans une même proposition une origine du monde minéral et un traitement chromatique extrêmement artificiel. En eux, nature et culture convergent, et le cercle, forme devenue iconique dans l'esthétique de Rondinone, revient.

#### Commandes

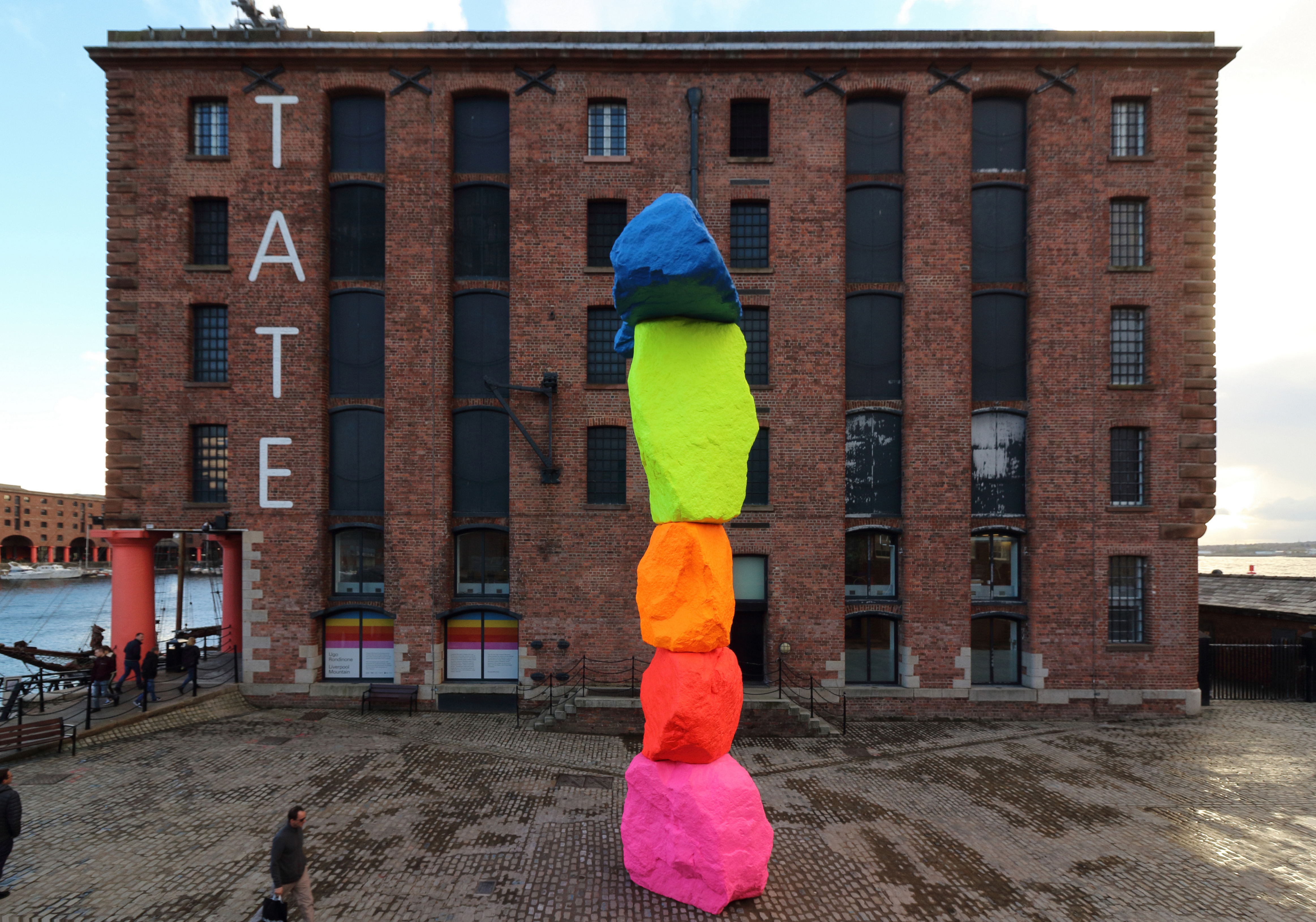
Liverpool Mountain 7.

Bien qu'il expose régulièrement dans des galeries, Rondinone est peut-être plus connu pour ses œuvres d'art publiques monumentales telles que Human Nature (2014), neuf tours colossales de blocs de pierre bleue empilés qui ont été caractérisées comme un Stonehenge urbain lors de leur exposition de 2013 au Rockefeller Center à New York, où ils ont attiré environ quinze millions de visiteurs, tout comme Seven Magic Mountains, une installation de piliers de pierre peints dans des couleurs riches et vibrantes que Rondinone a installées dans le désert du Nevada à l'extérieur de Las Vegas, co-présentée par l'Art Production Fund et le Nevada Museum of Art. Il élabore aussi une série d'arches de toit aux couleurs de l'arc-en-ciel, peintes avec des slogans tels que « Hell NO! » (New Museum, New York) et « Breathe, Walk, Die » (Rockbund Museum, Shanghai). En 2018, la Tate Liverpool commande Liverpool Mountain (2018), une sculpture extérieure de « montagne » comme installation permanente dans la cour du bâtiment.

##### Seven Magic Mountains(2016-2021)

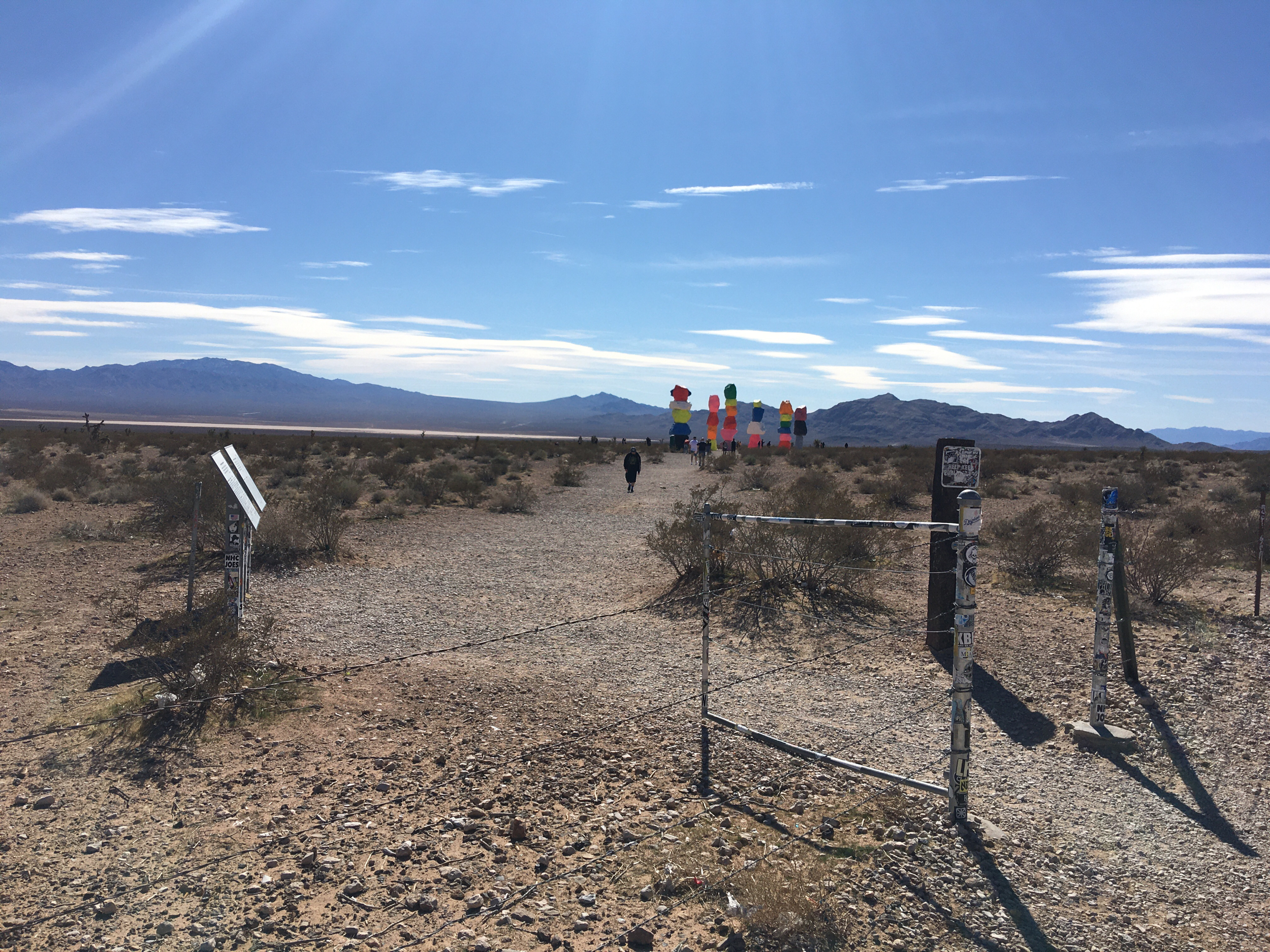
Seven Magic Mountains.

Seven Magic Mountains, commandée, produite et financée par l'Art Production Fund (APF) et le Nevada Museum of Art, fait suite à l'œuvre de Rondinone Human Nature, un projet du Public Art Fund de figures monumentales en bâton de pierre disposées dans l'environnement hautement artificiel du Rockefeller Center à Manhattan, et figure le contraire : des totems de néons hautement artificiels installés dans un environnement naturel .
L'ensemble se compose de 33 rochers de calcaire, chacun pesant de 10 à 25 tonnes, disposés en sept tours de 30 à 35 pieds de haut sécurisées par une colonne vertébrale solide, chaque pierre étant peinte d'une couleur vive et fluorescente. Nécessitant environ cinq ans de travail, l'œuvre était située à l'extrémité sud de Las Vegas Boulevard, 10 miles au sud de l'intersection de Las Vegas Boulevard et St. Rose Parkway à Henderson, près de Dry Jean Lake, avec une toile de fond des monts McCullough.
L'évènement a été organisé par le Nevada Museum of Art et s'est déroulé du 11 mai 2016 au 31 décembre 2018, initialement prévu pour deux ans et prolongée jusqu'à la fin de 2018. Fin 2018, l'exposition a de nouveau été prolongée de trois ans. L'installation originale a ouvert ses portes après un événement inaugural de deux jours.
Les travaux étaient situés sur trois acres (1,2 ha) de terres appartenant au gouvernement fédéral sous la juridiction du Bureau of Land Management. La réponse aux réglementations fédérales, étatiques et locales a consommé près de 20% du budget du projet et l'autorisation a pris environ trois ans. Finalement, le Bureau of Land Management a accordé un permis d'emprise de type « site » - généralement un permis de 30 ans autorisant des projets tels que des tours de communication - pour trois ans. Seven Magic Mountains a été financé par des fonds privés et a coûté environ 3,5 millions de dollars.
Une loi spéciale réduisait la responsabilité des producteurs et de l'artiste si un membre du public « fait quelque chose de stupide » (par exemple, grimper et tomber). La loi, Seven Magic Mountains, NRS 41.517, est la seule exception d'art public dans le pays. Des panneaux autour de la sculpture avertissaient les spectateurs des dangers potentiels.
Le Reno Gazette-Journal a estimé que plus de deux millions de personnes ont pris des photos de la sculpture pour Instagram. Vogue a utilisé l'installation dans une séance photo en avril 2017. C'est l'une des plus grandes installations artistiques terrestres des États-Unis depuis le début des années 1990..
Une sculpture similaire, Miami Mountain de 35 pieds, construite en 2015, est située à l'extérieur du Bass Art Museum à Collins Park, Miami Beach, Floride, en décembre 2021.

#### Autres projets

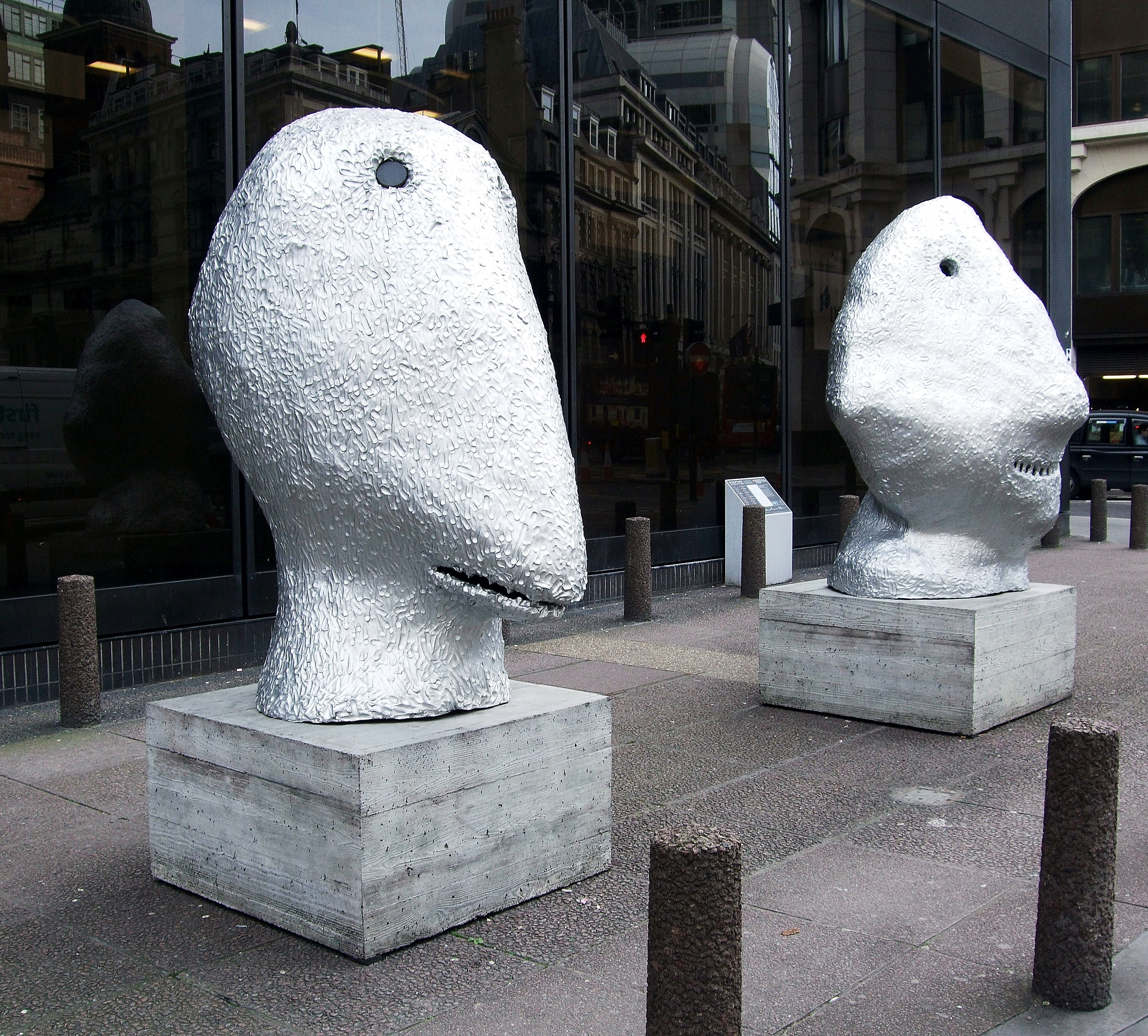
Sculptures dans Bishopsgate, Londres.

##### Immobilier
La première adresse de Rondinone à New York était une ancienne salle de bal du Lower East Side sur 2nd Street et Avenue B, où il a vécu et travaillé jusqu'en 2003, date à laquelle il achete un loft à Broadway dans l'East Village. En 2007, il acquiert un studio loft au rez-de-chaussée du 39 Great Jones Street. Aujourd'hui, c'est le satellite de la galerie Presenhuber à New York, mais Rondinone maintient un programme d'exposition pour les nouvelles œuvres d'autres artistes dans sa vitrine. En 2011, il acquiert les 20 000 pi2 (1 858,0608 m2) de l'ancienne église baptiste Mount Moriah désacralisée au 2050 Cinquième Avenue à Harlem pour 2,8 millions de dollars,. L'ex-femme de Rondinone, Eva Presenhuber, paie le loyer de l'un des deux appartements de sa maison de Harlem.
En 2005, l'artiste et Giorno achètent une résidence d'été à Barryville, en Pennsylvanie, près du Delaware Water Gap, là où New York, la Pennsylvanie et le New Jersey se rejoignent. Le paysage a conduit directement à deux nouveaux corpus de travail. Ses premières sculptures en pierre ont été faites à partir de roches qu'il a choisies sur des murs du type de ceux que son père avait construit à Matera. Une carrière voisine a conduit aux sculptures monumentales en pierre bleue qu'il a réalisées pour une installation d'art public au Rockefeller Center, Human Nature, en 2013.
Depuis 2014, il exploite un deuxième studio dans sa maison de vacances à Mattituck (New York), Long Island, où il récupère du bois flotté pour créer des sculptures de navires. Il possède également une propriété à Matera en Italie.
En 2014, Rondinone a achevé la construction de la Maison no. 1, un projet que l'artiste envisageait comme un Gesamtkunstwerk habitable, construit dans une clairière près de la petite ville de Würenlos, près de Zürich. Il a été construit aux côtés des architectes Andreas Fuhrimann et Gabrielle Hächler et représente une fusion d'influences stylistiques, montrant des influences japonaises ainsi que des éléments du style Art and Crafts européen. L'intérieur contient des références directes à l'art de Rondinone ; la cheminée est une « réplique fonctionnelle » de STILL. LA VIE. (CHEMINÉE JOHNS) , une œuvre de Rondinone grandeur nature de 2008 réalisée en bronze coulé, plomb et peinture. La maison a été vendue à la créatrice de mode géorgienne Demna Gvasalia, directrice artistique de Balenciaga et fondatrice de Vetements.

##### Conservation
Ugo Rondinone fait ses débuts en tant que commissaire en 2007 pour l'exposition The Third Mind au Palais de Tokyo à Paris, pour laquelle il a « carte blanche » pour concevoir le « spectacle », qui est mis en scène en l'honneur du 70e anniversaire de John Giorno. Cette exposition montre des œuvres des années 1960 au début des années 2000 ; il reçoit un accueil critique positif pour sa prestation.
Cinq ans plus tard, en 2012, il organise The Spirit Level à la Gladstone Gallery de New York, cette fois pour célébrer le 75e anniversaire de Giorno. Se déroulant simultanément dans les deux succursales de la Gladstone Gallery à New York, l'exposition comprend des œuvres de 18 artistes « disparates », « une gamme générationnelle et géographique allant des New-Yorkais contemporains aux Européens peu connus ». Il utilise sa propre expérience de la création d'environnements clos pour cette exposition, peignant les portes de la galerie pour éliminer l'influence sous forme de lumière ou de distraction de l'extérieur. Karen Rosenberg a fait l'éloge du spectacle dans sa critique pour The New York Times, écrivant: « Dans l'ensemble, cependant, The Spirit Level est un jardin de délices très surnaturels et un excellent argument pour prolonger le cycle de vie de l'exposition de groupe organisée par l'artiste. »
Pour son troisième travail de conservation, Rondinone réunit des artistes et des poètes au palais de la Sécession, à Vienne, en 2015. Giorno est le seul poète représenté dans le spectacle ; le titre vient plutôt de la conviction de Rondinone que l'art et la poésie sont interconnectés. Cette même année, il organise Ugo Rondinone : I Heart John Giorno, de nouveau au Palais de Tokyo. Il passe quatre ans à organiser cette exposition, qui contient des œuvres de et sur Giorno dont le film Sleep d'Andy Warhol en 1963, un film du poète endormi, et un autre intitulé John Washing Dishes. Il inclut son propre travail, un moulage en bronze grandeur nature de la cheminée de John Giorno de 2007, ainsi qu'un portrait de Giorno réalisé par Elizabeth Peyton. Laura Hoptman, conservatrice au musée d'Art moderne de Paris et amie à la fois de Rondinone et de Giorno, déclare à propos de l'exposition : « Même si l'exposition montre le dévouement remarquable d'Ugo à l'extraordinaire carrière de John, la décision de John de donner à Ugo sa vie de travail – son œuvre entière – pour faire une exposition est un acte d'amour qui, je crois, n'a pas de précédent, du moins dans l'histoire de l'art récente ». Elle écrit dans un e-mail : « C'est l'étoffe du mythe. Ou au moins une histoire d'O. Henry. »
Ugo Rondinone : I ♥︎ John Giorno est  un prolongement de l'exposition de 2015 de Rondinone au Palais de Tokyo, composée de 18 « chapitres » organisés dans 13 lieux autour de Manhattan en 2017 : « Chaque chapitre prend la forme d'une installation immersive conçue par Rondinone et dédiée à une œuvre, un intérêt, une relation ou une collaboration qui a marqué la vie de Giorno. » Une édition spéciale de The Brooklyn Rail est produite pour l'exposition et sert de catalogue d'exposition.

##### Collection d'art
Rondinone possède une vaste collection d'art avec au moins 200 pièces qui comprend un grand phallus rose de la série Penetralia de Sarah Lucas (2008), qui est exposée dans le salon de son église rénovée de Harlem. Il a inclus des œuvres de la série Penetralia de Lucas dans The Spirit Level à la Gladstone Gallery en 2012. La salle de bain de Rondinone dans sa maison de Harlem contient un mur de vitraux réalisé par son collègue artiste suisse Urs Fischer.

## Expositions

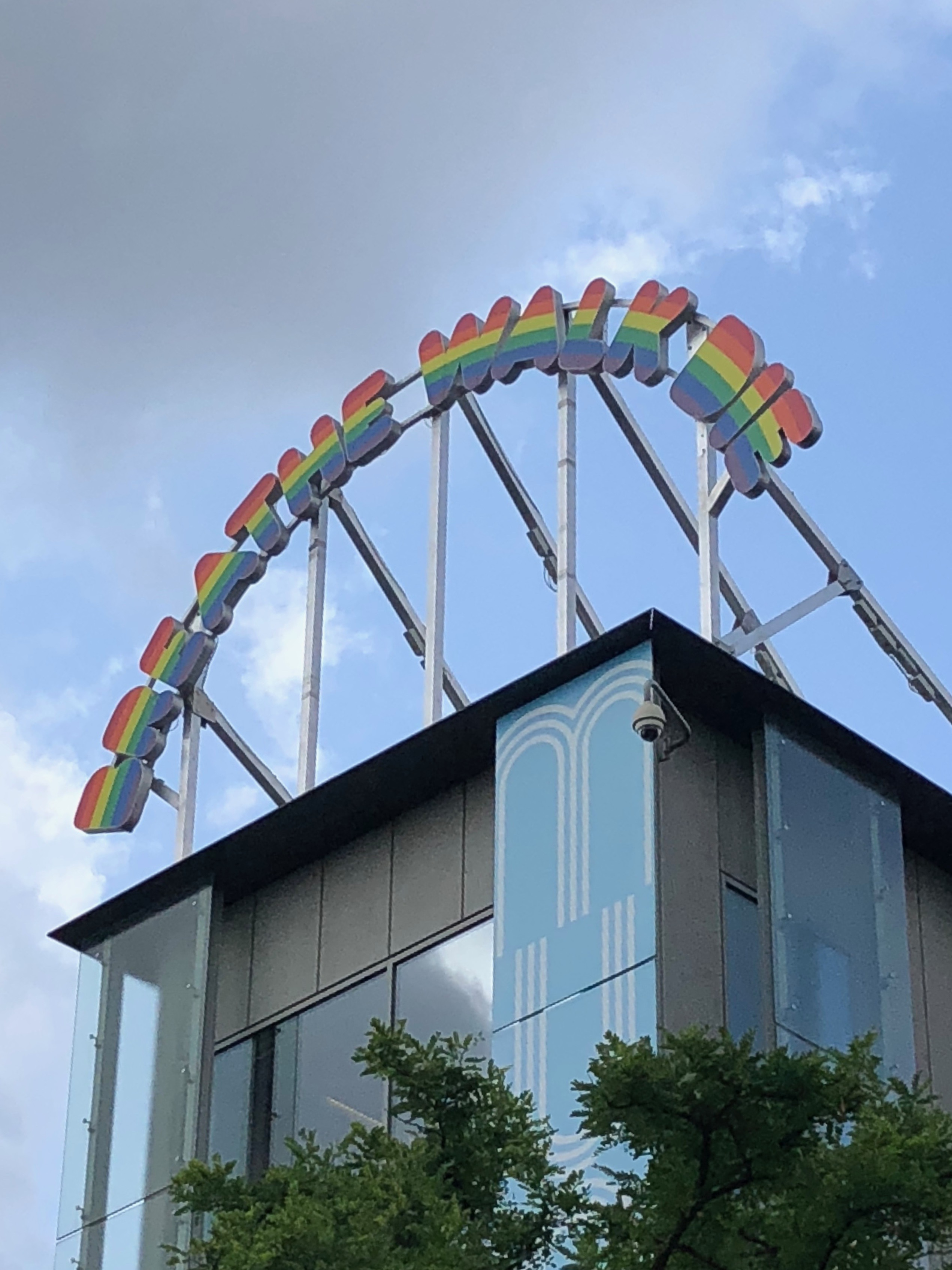
Breathe Walk Die, musée Boijmans Van Beuningen, Rotterdam.

Les débuts de Rondinone dans une exposition ont eu lieu lors d'une exposition collective en 1985 à la Galerie Marlene Frei à Zurich. Il fait ses débuts significatifs en 1989 à WEIHNACHTSAUSSTELLUNG, l' « Exposition de Noël » de Lucerne. Cette exposition multi-artistes comprend trois des peintures de paysage de Rondinone, l'une de ses œuvres les plus reconnaissables et les plus complexes. Rondinone a peint la première de ces peintures de paysage grand format en février de cette même année, une série qui comprendra finalement 103 peintures. Ces paysages sont réalisés à l'encre de Chine, peints de la propre main de Rondinone avec un petit pinceau chinois. Les paysages de Rondinone ne sont pas peints d'après nature ; « l'artiste compile ses fantasmes forestiers à partir de motifs individuels empruntés principalement à des œuvres du XVIIIe siècle, mais sans divulguer concrètement ses sources d'images ». Il ne cherche pas à représenter une vision mimétique de la nature, mais compile plutôt des images et des motifs qui correspondent à une certaine humeur. Au cours des décennies qui ont suivi, les peintures de paysages de Rondinone se sont révélées être un ensemble d'œuvres durables et vantées dans l'œuvre de l'artiste.
Depuis cette initiation en 1989, Rondinone organise au moins une exposition, souvent beaucoup plus, dans différentes parties du monde chaque année. Toujours en 1989, la même année de l'émergence de Rondinone sur la scène artistique, Presenhuber accepte la direction de la Galerie Walcheturm à but non lucratif à Zurich, à condition qu'elle puisse également gérer son propre programme dans un espace de projet. En 1991, elle présente les dessins de paysage de Rondinone dans une exposition intitulée « Je suis un arbre ». À la suite de cette exposition, Presenhuber continue à montrer le travail de Rondinone en Europe et à New York. En 1995, elle expose de nouveau le travail de Rondinone à la Galerie Walcheturm avec l'exposition Cry me a river, qui est sa première exposition d'autoportrait sculptural. Cette installation est essentielle pour comprendre l'œuvre plus large de Rondinone car elle fonctionne comme un repoussoir à sa méthode habituelle de manipulation artistique. Rondinone est connu pour créer des « mondes » dans ses installations qui bloquent l'extérieur, souvent en bardant des fenêtres, en recouvrant les fenêtres et les portes d'un film coloré translucide, ou par d'autres moyens pour créer une installation autonome qui ne contient aucune influence de l'extérieur. Ce travail fait le contraire, forçant à la fois ceux de l'intérieur et ceux de l'extérieur à s'engager avec l'autre, et encadrant ceux de chaque côté en tant que participants au travail. Un mannequin en peluche ressemblant à l'artiste était assis affalé contre le mur de l'espace d'exposition, visible des passants à travers une grande baie vitrée. Le titre de l'exposition a ensuite été emprunté pour son œuvre de 1997 CRY ME A RIVER, la première de ses enseignes au néon emblématiques, et un exemple de la réaffectation fréquente des titres par Rondinone à travers des expositions, des œuvres et des poèmes.
En 2007, il représente la Suisse à la 52e Biennale de Venise aux côtés d'Urs Fischer. Pour cette occasion, Rondinone produit une série de ses oliviers moulés signature, fabriqués en aluminium et émail blanc : AIR GETS INTO EVERYTHING EVEN NOTHING (2006), SAGESSE? PAIX? VIDE? TOUT ÇA? (2007) et GET UP GIRL A SUN IS RUNNING THE WORLD (2006) qui a déjà été présenté dans le cadre du projet de collaboration en novembre 2006 avec Creative Time's Art on the Plaza au Ritz Carlton Plaza, Battery Park, à New York. Conformément à la loi italienne, ces moulages sont réalisés sur place dans la ville natale des parents de Rondinone, à Matera, avec du caoutchouc, et ce n'est que plus tard dans l'atelier qu'ils sont transformés à la cire et prennent ensuite leur forme finale en aluminium. Air gets into everything even nothing (2006) faisait partie de cette installation du Rockefeller Center et fait maintenant partie des collections permanentes du Des Moines Art Center. New York et Des Moines représentent des environnements urbains très différents, et dans chacun, l'air pénètre dans tout, rien ne pose de questions sur « le temps, le déplacement et la relation entre l'environnement naturel et artificiel ».
La sculpture néon de Rondinone Hell, Yes! (2001) a été installé sur la façade du New Museum of Contemporary Art de son ouverture en 2007 jusqu'en 2010.
Des sculptures moulées du monde organique apparaissent tout au long de la carrière de Rondinone et en particulier dans sa série de Natures mortes, une variété d'objets éphémères coulés en bronze pour les rendre permanents. Dans son exposition Lifelike de 2012 au musée d'Art de La Nouvelle-Orléans, il expose la première œuvre de cette série, STILL.LIFE. (FOLDED CARDBOARD) (2007), conçu pour ressembler à un morceau de carton plié posé sur le sol et appuyé contre le mur. Thank you Silence au Musée M de Louvain en 2012, illustre son intérêt pour ces formes préservées ; il y expose Primitif (2011-2012), 59 oiseaux en bronze coulé. Les oiseaux ont chacun été sculptés à la main par l'artiste ; ses empreintes digitales visibles sur les pièces finales en sont la preuve. Rondinone s'est limité à créer un oiseau par jour : « Cette imposition d'une contrainte de temps a aidé l'artiste à atteindre une qualité naïve et enfantine dans le modelage de l'oiseau. »
Les œuvres Nuns + monks sont une série de 2019 et 2020 de sculptures en bronze peint bicolore réalisées à partir de moulages de calcaires. La construction de ces figures en calcaire s'inscrit dans la lignée des œuvres précédentes de l'artiste, mais l'inspiration de Rondinone vient aussi de la sculpture italienne du début du XXe siècle : « Il faut préciser que la création de ces œuvres s'est nourrie de la fréquentation assidue par Rondinone du département de sculpture médiévale. au Metropolitan Museum de New York, et en plus par une confrontation puissante avec les cardinaux de Giacomo Manzù, dont la modernité particulière, imprégnée d'un classicisme qui défie le temps et les catégorisations, correspondait inévitablement à son intérêt. »
Du 18 octobre 2022 au 8 janvier 2023, Ugo Rondinone expose au Petit Palais à Paris deux ensembles de travaux, prolongés par une installation vidéo inédite. S’articulant autour de corps humains en prise avec les éléments et la nature, ceux-ci s’inscrivent dans la continuité des multiples familles d’œuvres produites par l’artiste depuis la fin des années 1980. La terre, le ciel, l’air, l’eau et le feu associés à des êtres au repos ou en mouvement y sont convoqués, dans toute leur dimension spirituelle. Le premier ensemble de travaux, humansky, souligne d’emblée cette confusion entre l’être et les éléments. Sept corps moulés, agrémentés d’un « camouflage » évoquant un ciel bleu constellé de nuages, sont suspendus, confrontant le visiteur à l’eau et à l’air. Le deuxième ensemble, d’où historiquement, est née cette trilogie, est constitué des nudes. À base de cire transparente mélangée avec de la terre, prélevée sur sept continents, ces sculptures présentent aussi un aspect « camouflé », produit par l’assemblage de ces matières non homogènes, mettant en scène des corps de danseurs et danseuses assis et au repos.
Rondinone a organisé des expositions personnelles dans de grandes institutions à travers le monde, dont le Palais de Tokyo, Paris (2018) ; Fondation Casa Wabi, Oaxaca (2018) ; Berkeley Art Museum and Pacific Film Archive, Berkeley (Californie) (2017) ; Garage, Moscou (2017) ; Le Bass Museum, Miami (2016) ; Place Vendôme, Paris (2016) ; Marchés de Trajan, Rome (2016) ; Musée d'art Rockbund, Shanghai (2014) ; Art Institute of Chicago (2013) ; Nasher Sculpture Center, Dallas (2013); Musée M, Louvain, Belgique (2013) ; Musée d'Art cycladique, Athènes (2012) ; Musée d'art de la Nouvelle-Orléans (2012); Musée des Beaux-Arts d'Argovie, Aarau, Suisse (2010) ; Le Consortium, Dijon (2004) ; Centre australien d'art contemporain, Melbourne (2004) ; Musée d'Art contemporain d'Australie (2003) ; Centre national d'art et de culture Georges-Pompidou, Paris (2003) ; Kunsthalle Wien, Vienne (2002); et Centre d'Art Contemporain, Genève (1996).

### Foires d'art
Elftermarzzweitausendundzwolf (2015) a été présenté à Art Basel Miami en 2015 ; Business Insider a inclus l'œuvre dans sa compilation « Les œuvres d'art les plus scandaleuses que nous ayons vues à Art Basel » et a déclaré que l'œuvre était « parfaite pour les selfies » : « Les briques aux couleurs vives sont peintes plus grandes que nature, comme un décor vu aussi fermé pour qu'une illusion de réalisme prenne effet. Ils sont primitifs, même si rien n'est plus moderne qu'un mur d'accent autoportant. »

## Marché de l'art
Le prix le plus élevé d'une œuvre de Rondinone aux enchères est venu de son A DAY LIKE THIS. MADE OF NOTHING AND NOTHING ELSE vendu chez Sotheby's en novembre 2018 pour 1 131 000 $. La pièce appartenait auparavant au mécène, collectionneur et administrateur de musée David Teiger, qui avait installé la sculpture en aluminium moulé et émail blanc de près de dix-sept pieds de haut et dix-neuf pieds de large sur la pelouse de sa maison dans le New Jersey. L'œuvre a été vendue dans le cadre de The History of Now: The Collection of David Teiger Sold to Benefit Teiger Foundation for the Support of Contemporary Art. La vente de A DAY LIKE THIS. MADE OF NOTHING AND NOTHING ELSE a dépassé le précédent record de Rondinone pour une œuvre vendue aux enchères, qui était détenu par son Get up girl a sun is running the world de 2006 vendu par Phillips de Pury & Company en juin 2011 pour 864 340 $, également un olivier coulé en aluminium et émail blanc. Cette œuvre avait été exposée dans l'église San Stae de Venise, dans le cadre du pavillon suisse de la 52e Biennale de Venise, aux côtés d'œuvres d'Urs Fischer.
Ugo Rondinone est représenté par Esther Schipper, la Galerie Eva Presenhuber (Zurich, New York), Sadie Coles HQ (Londres), la Galerie Kamel Mennour (Paris), la Kukje Gallery (Séoul), Krobath (Vienne) et la Gladstone Galerie (New York, Bruxelles). Son travail figure dans de nombreuses collections publiques et privées, dont le Centre Georges Pompidou (Paris), l'Albertina (musée) (Vienne), le Musée d'Israël (Jérusalem), le Musée d'Art de Dallas, le Carnegie Museum of Art (Pittsburgh, PA), le Kunsthaus de Zurich et la Galerie d'art de Nouvelle-Galles du Sud (Sydney, Australie), entre autres.

## Vie privée et autres activités
En 2017, Rondinone est diagnostiqué d'un cancer de la vessie. En septembre 2019, l'artiste organise une vente aux enchères chez Sotheby's New York intitulée « STOP BLADDER CANCER ». Rondinone et 14 autres artistes ont fait don de leur travail à la vente aux enchères, dont le produit est allé à la recherche sur le traitement du cancer de la vessie au Weill Medical College de l'Université Cornell, où le propre oncologue de Rondinone travaille à développer un traitement contre cette maladie.
Ugo Rondinone est membre du conseil d'administration du Public Art Fund depuis 2014. Il est président de la Fondation John Giorno.

## Principales œuvres en France
- Sunrise East, jardin des Tuileries, du 17 septembre au 2009 au 15 novembre 2009
- Ici, grand parc de Miribel-Jonage, France
- Cold Moon, parc du Hangar Y, Meudon